# Hard bop
Hard bop là một tiểu thể loại nhạc jazz bản chất là sự mở rộng của bebop (còn gọi là "bop"). Cánh báo chí và các công ty thu âm bắt đầu sử dụng thuật ngữ này vào thập niên 1950 để mô tả một phong cách jazz mới kết hợp các ảnh hưởng từ rhythm and blues, nhạc Phúc âm, và blues, đặc biệt trong cách chơi saxophone và piano.
David H. Rosenthal trong quyển Hard Bop tin rằng phong cách này là một sáng tạo tự nhiên của một thế hệ các nhạc công người Mỹ gốc Phi lớn lên khi bop và rhythm and blues là hai kiểu nhạc nổi trội với người da đen nước Mỹ.:24 Những nghệ sĩ hard bop đáng chú ý/có ảnh hưởng lớn là Horace Silver, Charles Mingus, Art Blakey, Cannonball Adderley, Miles Davis, Thelonious Monk và Tadd Dameron.

## Tác phẩm đáng chú ý
- A Night at Birdland (Vols. 1, 2, 3), Art Blakey 1954
- Walkin', Miles Davis 1954
- Horace Silver and the Jazz Messengers, Horace Silver & the Jazz Messengers 1955
- Blue Train, John Coltrane 1957
- Blowing in from Chicago, Clifford Jordan và John Gillmore 1957
- Moanin', Art Blakey & the Jazz Messengers 1958
- Somethin' Else, Cannonball Adderley 1958
- Finger Poppin', Horace Silver 1959
- Work Song, Nat Adderley 1960
- Soul Station, Hank Mobley 1960
- Ready for Freddie, Freddie Hubbard 1961
- Page One, Joe Henderson 1963
- Saxophone Colossus, Sonny Rollins 1956